# Boguchwała
Boguchwała là một thị trấn thuộc huyện Rzeszowski, tỉnh Podkarpackie ở đông-nam Ba Lan. Thị trấn có diện tích 8 km². Đến ngày 1 tháng 1 năm 2011, dân số của thị trấn là 5943 người và mật độ 652 người/km².